# Tahoe
Tahoe (anglicky Lake Tahoe) je jezero na hranicích států Kalifornie a Nevada na západě USA.

## Popis
Nachází se v pohoří Sierra Nevada. Je ledovcovo tektonického původu. Má rozlohu 495 km². Dosahuje maximální hloubky 501 m. Jedná se o třinácté nejhlubší jezero na světě (i když je uváděno i jako páté nebo šestnácté). Leží v nadmořské výšce 1 897 m.

## Vodní režim
Z jezera odtéká řeka Truckee do bezodtokého jezera Pyramid.

## Osídlení pobřeží a rekreace
Oblast jezera je využívána k rekreaci a turistice. Nejnavštěvovanější je na podzim (v září a říjnu). Na břehu jezera již po staletí žijí indiáni z kmene Washoe. Tito indiáni sami sebe označují jako "lidi odsud" (waashiw). Nejstarší doklady lidské přítomnosti na této lokalitě pocházejí z doby kolem roku 500 n. l.